# Energia mareomotrice
L'energia mareomotrice è l'energia ricavata dagli spostamenti d'acqua causati dalle maree. Rappresenta una fonte di energia alternativa e rinnovabile.

## Descrizione
La marea, il ritmico innalzamento e abbassamento del livello del mare provocato dall'azione gravitazionale della Luna e del Sole, di solito ha un'altezza (dislivello tra l'alta marea e la bassa marea) inferiore al metro, ma in alcune zone, il dislivello può raggiungere valori elevati, importanti per lo sfruttamento e la produzione di energia, ad oggi prevalentemente elettrica. In alcune zone del pianeta, per esempio, si registrano maree anche con 20 m di altezza.
Già nell'antichità si cercò di sfruttare questo tipo di energia, mediante la costruzione di "mulini a marea",l'acqua veniva raccolta, durante il flusso, in un piccolo bacino, che veniva in seguito chiuso con una paratia. Al momento del deflusso l'acqua veniva convogliata attraverso un canale verso una ruota che muoveva una macina.

## Tipi di impianto
Oggi esistono diversi metodi di sfruttamento dell'energia delle maree: ma le azioni sono molto simili. 
- sollevamento di un peso in contrapposizione alla forza di gravità;
- la compressione dell'acqua in opportuni cassoni e movimentazione di turbine in seguito alla sua espansione;
- movimento di ruote a pale;
- riempimento di bacini e successivo svuotamento con passaggio in turbine.

Quest'ultimo sembra dare i migliori risultati, nell'effettivo impiego. Il problema più importante allo sviluppo di tale tecnologia resta comunque lo sfasamento tra massima ampiezza di marea disponibile (la cui cadenza è prevedibile sulla base delle fasi lunari e solari) e domanda di energia nelle ore di punta. Infatti nei giorni di insufficienza nell'afflusso d'acqua la produzione di elettricità cesserebbe. In Francia nei pressi di Saint-Malo esiste un grosso impianto di questo genere.

## Meccanismo
In una tipica centrale ad energia mareomotrice l'acqua affluisce e defluisce in un vasto bacino, passando attraverso una serie di tunnel nei quali, acquistando velocità, fa girare delle turbine collegate a generatori.
Durante la bassa marea l'acqua del bacino defluisce verso il mare aperto, mettendo nuovamente in rotazione la turbina.
Quando il livello del mare ricomincia a salire e l'onda di marea è sufficientemente alta, si fa fluire l'acqua del mare nel bacino e la turbina si mette nuovamente in rotazione.
Per ottenere la produzione di energia sia con marea crescente che calante, si utilizzano particolari turbine reversibili cioè che funzionano con entrambe le direzioni del flusso.

## Storia

### Centrale di Saint-Malo

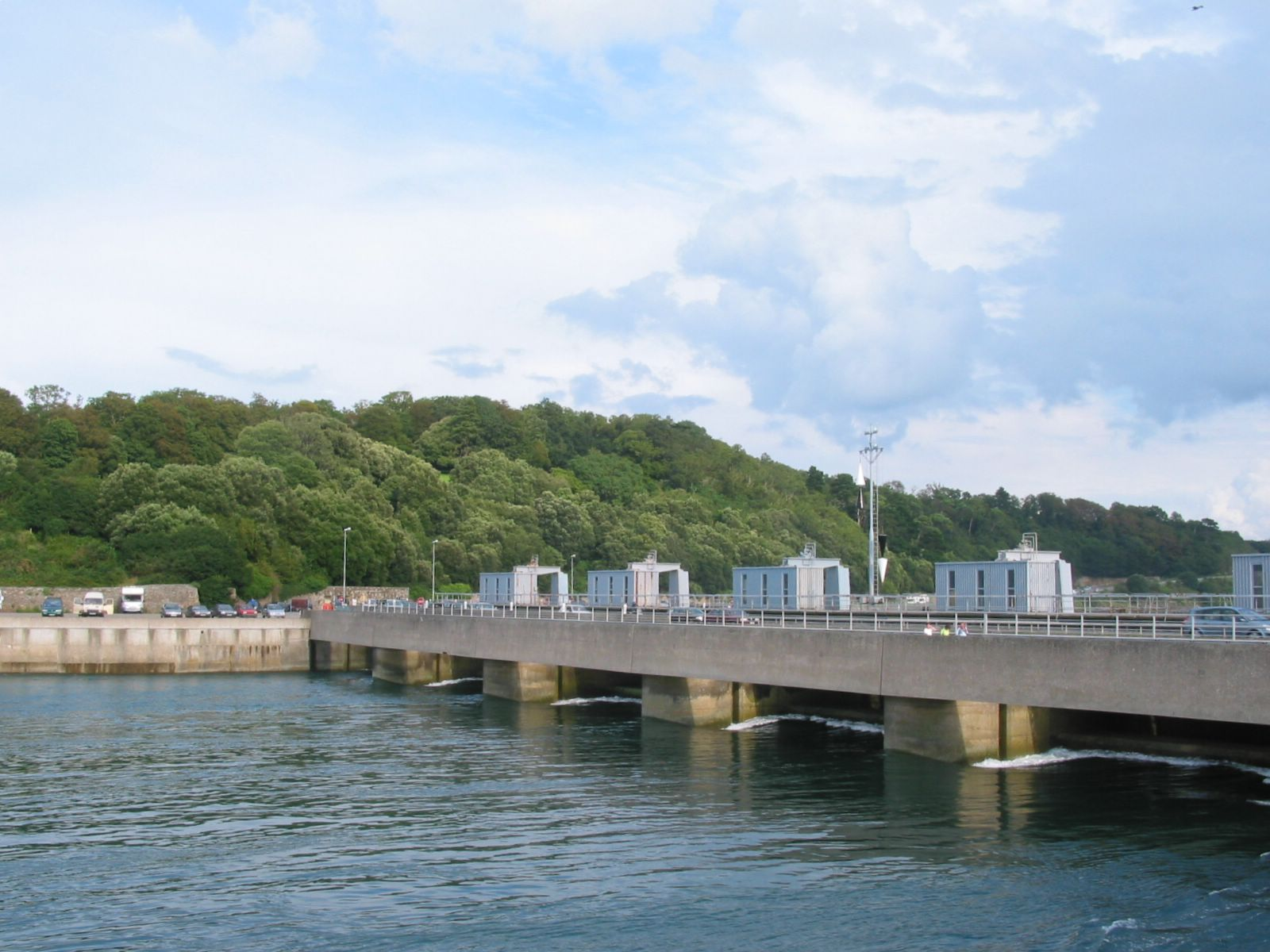
La centrale mareomotrice di Saint-Malo.

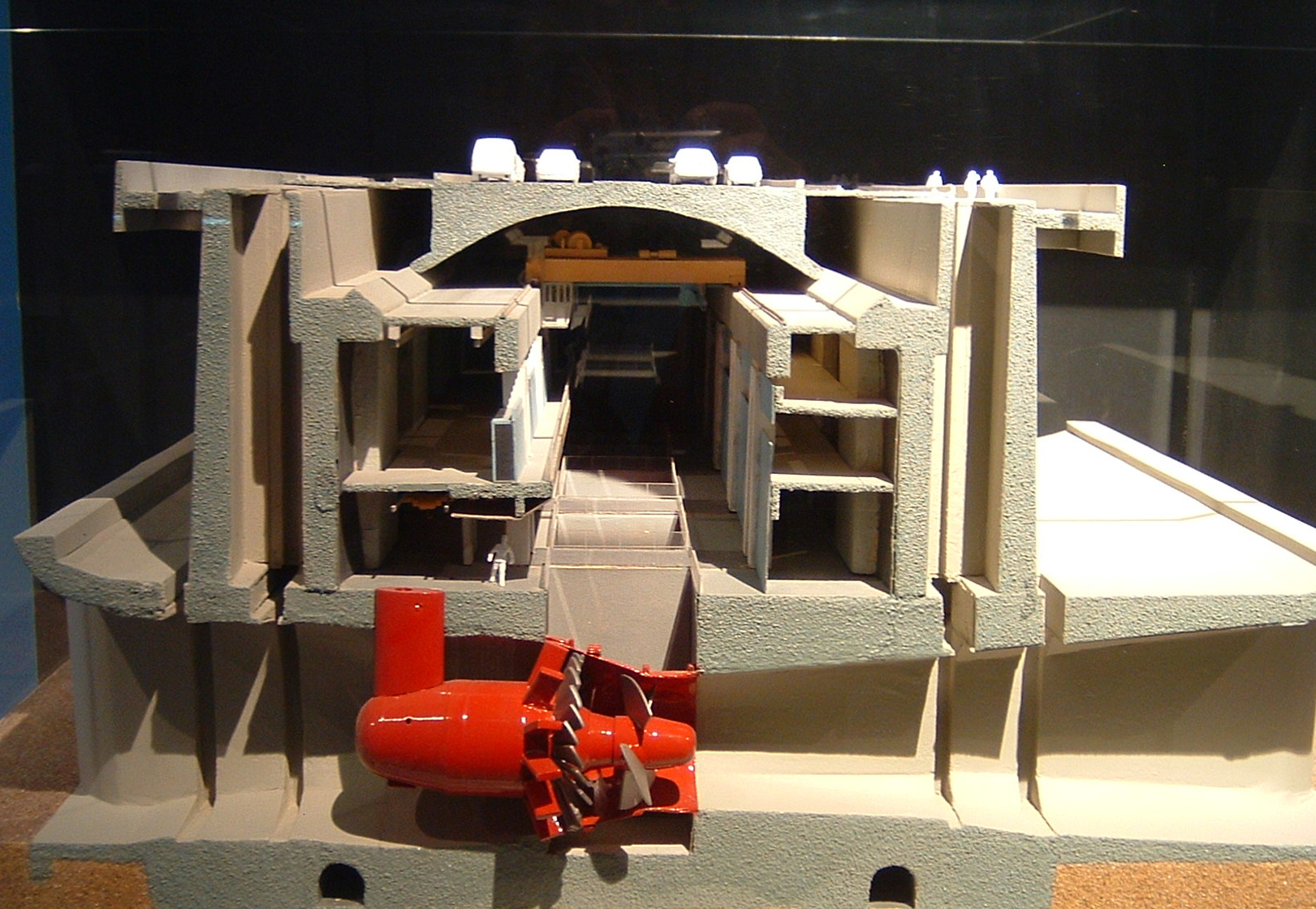
Modello in sezione della centrale alla foce del Rance.

In Francia, alla foce del fiume Rance, tra Saint-Malo e Dinard, tra il 1961 e il 1966 è stata costruita una centrale che sfrutta la marea che da quelle parti raggiunge 13,5 m di dislivello.
La portata raggiunge 18.000 metri cubi di acqua al secondo e la potenza erogabile raggiunge i 240 MW.
Con questa produzione, ogni anno la centrale copre il 3 % del fabbisogno elettrico della Bretagna francese.
La centrale comprende una diga in pietrame, 6 chiuse di entrata e uscita per svuotare e riempire rapidamente la foce e 24 turbine a bulbo, sviluppate appositamente.

## Limiti applicativi
I limiti principali di queste centrali sono:
- Il costo di installazione elevato
- La difficoltà di collocazione (indicativamente, i siti idonei devono avere ampiezze di marea superiore ai 3 metri e topografia favorevole all'installazione)
- La tendenza alla sedimentazione all'interno del bacino (soprattutto se collocate alla foce dei fiumi)
- Il disturbo per l'ecosistema, in particolare per la fauna ittica.

## Ricerca
Negli Stati Uniti sono allo studio degli elastomeri dielettrici che si deformano a causa delle correnti marine, potendo convertire lo stimolo meccanico in energia elettrica.